# 아라키 히로후미
아라키 히로후미(일본어: 荒木 宏文 あらき ひろふみ[*], 1983년 6월 14일 ~ )는 일본의 배우이다.

## 출연작

### TV 드라마
- 2007년 ~ 2008년 수권전대 게키레인저 - 리오 역

## 영화
- 수권전대 게키레인저 VS 보우켄저 - 리오 역
- 파워레인저 엔진포스 VS 와일드스피릿 - 리오 역